# Звёздный свет и тени
"Звёздный свет и тени" (англ. Starlight and Shadows) - книжный цикл Элейн Каннингем, действие которого происходит в вымышленной вселенной Forgotten Realms.